# Space Age Love Song
«Space age love song» es una canción del año 1982 lanzado por la banda británica de new wave, A Flock of Seagulls. Es su segundo tema perteneciente a su álbum homónimo editado en ese mismo año. Fue su cuarto sencillo, y alcanzó la posición #30 en la lista Billboard hot 100. Es una de sus canciones más conocidas y ha aparecido en la mayoría de sus álbumes recopilatorios.

## Historia
El guitarrista de la banda, Paul Reynolds comentó en un reportaje realizado en 1984 que la canción originalmente iba a llamarse con el título de Through the Looking Glass (A través del espejo). Sin embargo argumento que la banda escribió y grabó, pero no pudo llegar con ese nombre. Entonces sugirió Space Age Love Song porque pensó que sonaba como una canción de amor de la era espacial. Su título quedó como el definitivo.

## Músicos
- Teclados y Voz: Mike Score
- Guitarra: Paul Reynolds
- Bajo: Frank Maudsley
- Batería: Ali Score

## Lista de posiciones
«Space Age Love Song» alcanzó el puesto número 30 en el Billboard Hot 100 de Estados Unidos, el Número 31 en Nueva Zelanda, el No. 34 en el UK Singles Chart del Reino Unido y el número 68 en Australia.
| Chart (1982–1983)                 | Posición |
| --------------------------------- | -------- |
| (Kent Music Report)               | 68       |
| Nueva Zelanda (Recorded Music NZ) | 31       |
| Reino Unido (UK Singles Chart)    | 34       |
| Billboard Hot 100                 | 30       |
| Billboard Top Tracks              | 59       |
| Cashbox                           | 35       |